# Сіверське князівство
Сі́верське князі́вство (також Новгород-Сіверське князівство) — одне з удільних князівств Чернігово-Сіверської землі з центром у Новгороді-Сіверському. Постало 1097 року.

## Заснування
Першим його князем був Олег Святославич, онук Ярослава Мудрого, після його смерті князівством правили потомки Олега, яких руські літописці називають Ольговича. Їхнє князювання позначене змаганнями за київський престол, який представникам династії час від часу вдавалось захопити (Всеволод Ольгович, Ігор Ольгович, Святослав Всеволодович та Всеволод Чермний).
Сіверське князівство займало спочатку територію по річці Снові та середній течії Десни, а з середини 1130-х років і по річці Сейм з містом Курськ. У кінці ХІІ століття на території Сіверського князівства виникло кілька удільних князівств, зокрема Курське, Путивльське та Рильське. Формально новгород-сіверські князі підпорядковувалися Чернігову, але фактично часто проводили свою незалежну політику, яка йшла врозріз з інтересами чернігівських князів. Ця політика, в основному, виражалась в постійних, далеко не мирних, контактах із степом, тобто половцями. З якими сіверські князі часто воювали у другій половині ХІІ століття. Один з таких походів, який був організований князем Ігорем Святославичем у 1185 році оспіваний у «Слові о полку Ігоревім». За мотивами «Слова» український письменник Володимир Малик написав історичні романи «Черлені щити» та «Князь Ігор».
Під час монголо-татарської навали Батия в 1239 році, Сіверське князівство було спустошене, однак продовжило існувати під татарським сюзеренітетом.
У 1355 році Сіверський край був звільнений від влади Золотої Орди литовсько-руськими військами під керівництвом великого князя литовського Ольгерда Гедиміновича. Новгород-Сіверський уділ Ольгерд передав своєму синові Корибуту-Дмитру. Протягом перебування в складі Великого князівства Литовського і Руського землі Сіверського князівства кілька разів змінювали господаря.
У 1450-х роках Великий князь Литовський Казимир надав Новгород-Сіверську землю «для годування» князю з московської династії Івану Дмировичу Шемячичу, який шукав політичного притулку в Литві, тому що ворогував із великим князем Московським Іваном ІІІ. 1500 року Новгород-Сіверський князь Василій Іванович Шемячич, вчинивши державну зраду, перейшов на державну службу до московського князя Івана ІІІ, що стало початком чергової Московсько-Литовської війни. У квітні 1500 року Новгород-Сіверський був окупований московськими військами. За мирним договором 1503 р. всі сіверські міста відійшли до Московського князівства. Відтоді князівство перестало відігравати помітну роль в історії.
Лише в 1618 році, згідно з Деулінським перемир'ям, Чернігово-Сіверські землі повернуто Речі Посполитій, а Новгород-Сіверський став центром повіту Чернігівського воєводства.

## Після Деулінського перемир'я

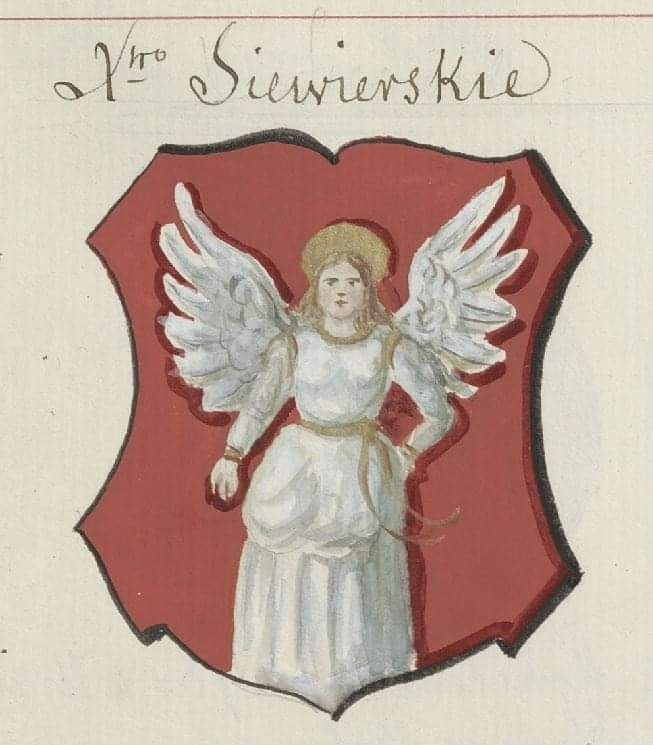
Герб Сіверського князівства (1620—1635)

Статус Чернігово-Сіверщини був установлений конституцією сеймовою 1620 «Ординація провінцій, повернених від Москви». Інвентаризаційні роботи в регіоні розпочалися 1619. Їхні потенційні прибутки пропонувалося поділити на 3 частини: 1) католицькій та унійній церквам; 2) королівському скарбу й королевичу; 3) учасникам московських експедицій. Спочатку на чолі замків були поставлені дуумвірати із представників шляхти та присяжних московських бояр, але згодом владні повноваження на місцях зосередилися в руках польських представників королевича — капітанів. Назва провінції не була усталеною: «Чернігівське князівство», рідше — «Сіверське князівство» та «Сіверщина». Князівство складалося із 2-х повітів — Чернігівського і Новгород-Сіверського (із центром останнього в Новгороді-Сіверському), межі яких були майже тотожними тим, що існували в Московській державі. Виняток становила задеснянська частина Чернігівського повіту, південь якої з містами Носівка, Ніжин і Ромни був переданий із Київського воєводства близько 1623.
«Ординація…» передбачила встановлення земських і гродських урядів, особливо наголошуючи на необхідності впровадження хорунжих. Згодом виникли уряди войського і городничого, які мали також оборонно-військові повноваження. Регулярне заповнення земських урядів розпочалося з 1623, коли виникли уряди підкоморія, підстолія, земських судді, підсудка, писаря, підчашого.
|                                                              |  |  |
| Ювілейна монета до 900 років Новгород-Сіверському князівству |  |  |

На вальному сеймі 1623 польський король Сигізмунд III Ваза пообіцяв встановити на повернених територіях земські суди та гродські суди. Судочинство здійснювалося від імені королевича Владислава, який титулувався московським царем, смоленським, сіверським та чернігівським князем, і на підставі Литовського статуту 1566 (див. Статути Великого князівства Литовського). На рішення комісарського суду (див. Комісарський суд та межові судді) невдоволена сторона могла апелювати до асесорського суду на чолі з королем. Гродських судів у регіоні протягом 1619—33 не існувало. Натомість замкові суди діяли в кожному значному замку Чернігово-Сіверщини. Їхній юрисдикції підлягали міщани.
На межі 1622—23 був проведений з'їзд місцевої шляхти, посланці на вальний сейм від якої безуспішно вимагали створення воєводства із правом обрання послів на сейм. На вальному сеймі 1628 шляхта Новгород-Сіверського повіту виступила із пропозицією його включення до Київського воєводства.
Сіверське князівство не зобов'язане було сплачувати податки до державного скарбу. Не бралися податки з міщан, які користувалися магдебурзьким правом, та зі шляхти, що отримувала земельні маєтності ленним правом. Натомість оподатковувалися належні до королівщин волості. 1625 збиралися гроші з королівських волостей на Чернігово-Сіверщині для ведення війни зі Швецією. Конституція вального сейму 1629 про впровадження подимного податку пропонувала оподаткувати ним і нові осади — слободи в Сіверщині. Підставою для збору цього податку став реєстр димів 1629, що був складений і для Чернігово-Сіверщини.
Сіверське князівство становило утворення, що значною мірою мало перехідний характер. Замість нього 1635 було утворене Чернігівське воєводство.

## Князі
- Олег-Михайло Святославич (1097–1115)[1] — патріарх Ольговичів
- Всеволод Ольгович (1115–1127)[1] — Ольговичі
- Святослав-Михайло Ольгович (1146—1157)[1] — Ольговичі
- Олег Святославич (1164—1178)
- Дмитро Олегович

(1178–1220) — Ольговичі
- Корибут-Дмитро Ольгердович (1355–1393)
- Федір Любартович (1393–1405)
- Сигізмунд Корибутович (1418–?)
- Свидригайло Ольгердович (142?–1430)
- Іван Дмитрович Шем'якін (145?- ?) — князь-емігрант з Московії
- Василь Іванович Шем'ячич (1504 — 1548)